# Hrabstwo Northampton (Pensylwania)

Piramida wieku hrabstwa

Hrabstwo Northampton (ang. Northampton County) – hrabstwo w stanie Pensylwania w USA. Hrabstwo zajmuje powierzchnię lądową 968 km². Siedzibą hrabstwa jest miasto Easton.

## Geografia
Zgodnie z US Census Bureau, hrabstwo ma całkowitą powierzchnię 377 mil kwadratowych (977 km²), z czego 374 mile kwadratowe (968 km²) to ląd, a 4 mile kwadratowe (9 km²) (0,94%) to woda.

### Sąsiednie hrabstwa
- Hrabstwo Monroe (północ)
- Hrabstwo Warren, New Jersey (wschód)
- Hrabstwo Bucks (południe)
- Hrabstwo Lehigh (zachód)
- Hrabstwo Carbon (północny zachód)